# Lewiston (Idaho)
Lewiston es una ciudad ubicada en el condado de Nez Perce en el estado estadounidense de Idaho. En el Censo de 2020 tiene una población de 34 203 habitantes y una densidad poblacional de 682,58 habitantes por km². Se encuentra en la confluencia de los ríos Clearwater y Snake, que la separa del estado de Washington.

## Geografía
Lewiston se encuentra ubicada en las coordenadas 46°24′1″N 117°0′4″O / 46.40028, -117.00111. Según la Oficina del Censo de los Estados Unidos, Lewiston tiene una superficie total de 46.73 km², de la cual 44.63 km² corresponden a tierra firme y (4.49%) 2.1 km² es agua.

## Clima
De acuerdo a las condiciones del criterio de Köppen modificado, Lewiston tiene un clima semiárido de tipo BSk (estepa fría).
| Parámetros climáticos promedio de Lewiston en el periodo 1981-2010                                      | Parámetros climáticos promedio de Lewiston en el periodo 1981-2010 | Parámetros climáticos promedio de Lewiston en el periodo 1981-2010 | Parámetros climáticos promedio de Lewiston en el periodo 1981-2010 | Parámetros climáticos promedio de Lewiston en el periodo 1981-2010 | Parámetros climáticos promedio de Lewiston en el periodo 1981-2010 | Parámetros climáticos promedio de Lewiston en el periodo 1981-2010 | Parámetros climáticos promedio de Lewiston en el periodo 1981-2010 | Parámetros climáticos promedio de Lewiston en el periodo 1981-2010 | Parámetros climáticos promedio de Lewiston en el periodo 1981-2010 | Parámetros climáticos promedio de Lewiston en el periodo 1981-2010 | Parámetros climáticos promedio de Lewiston en el periodo 1981-2010 | Parámetros climáticos promedio de Lewiston en el periodo 1981-2010 | Parámetros climáticos promedio de Lewiston en el periodo 1981-2010 |
| Mes | Ene.                                                               | Feb.                                                               | Mar.                                                               | Abr.                                                               | May.                                                               | Jun.                                                               | Jul.                                                               | Ago.                                                               | Sep.                                                               | Oct.                                                               | Nov.                                                               | Dic.                                                               | Anual                                                              |
| --- | ------------------------------------------------------------------ | ------------------------------------------------------------------ | ------------------------------------------------------------------ | ------------------------------------------------------------------ | ------------------------------------------------------------------ | ------------------------------------------------------------------ | ------------------------------------------------------------------ | ------------------------------------------------------------------ | ------------------------------------------------------------------ | ------------------------------------------------------------------ | ------------------------------------------------------------------ | ------------------------------------------------------------------ | ------------------------------------------------------------------ |
| Temp. máx. media (°C)                                                                                   | 5.3                                                                | 8.1                                                                | 12.7                                                               | 16.8                                                               | 21.6                                                               | 25.8                                                               | 31.8                                                               | 31.6                                                               | 25.7                                                               | 17.0                                                               | 9.0                                                                | 4.2                                                                | 17.5                                                               |
| Temp. media (°C)                                                                                        | 2                                                                  | 3.7                                                                | 7.4                                                                | 10.7                                                               | 15.0                                                               | 18.8                                                               | 23.6                                                               | 23.3                                                               | 18.1                                                               | 11.0                                                               | 5.1                                                                | 0.9                                                                | 11.7                                                               |
| Temp. mín. media (°C)                                                                                   | -1.3                                                               | -0.6                                                               | 2.0                                                                | 4.6                                                                | 8.3                                                                | 11.9                                                               | 15.3                                                               | 15.1                                                               | 10.6                                                               | 5.1                                                                | 1.2                                                                | -2.2                                                               | 5.8                                                                |
| Precipitación total (mm)                                                                                | 27.4                                                               | 19.8                                                               | 29.21                                                              | 33.5                                                               | 40.9                                                               | 31.5                                                               | 16.8                                                               | 17.5                                                               | 17.0                                                               | 24.4                                                               | 30.0                                                               | 24.6                                                               | 312.7                                                              |
| Fuente: NCDC 1981-2010 Monthly Normals Lewiston, ID en el periodo 1981-2010(en) 28 de noviembre de 2012 |                                                                    |                                                                    |                                                                    |                                                                    |                                                                    |                                                                    |                                                                    |                                                                    |                                                                    |                                                                    |                                                                    |                                                                    |                                                                    |

## Demografía
Según el censo de 2010, había 31894 personas residiendo en Lewiston. La densidad de población era de 682,58 hab./km². De los 31894 habitantes, Lewiston estaba compuesto por el 0.09% blancos, el 0.33% eran afroamericanos, el 1.74% eran amerindios, el 0.8% eran asiáticos, el 0.09% eran isleños del Pacífico, el 0.74% eran de otras razas y el 2.41% pertenecían a dos o más razas. Del total de la población el 2.83% eran hispanos o latinos de cualquier raza.
| Gráfica de evolución demográfica de Lewiston entre 1870 y 2011 |
|                                                                |
| Fuente Estimación.                                             |